# Storia del Benevento Calcio
Questa pagina tratta la storia del Benevento Calcio dal 1929 ai nostri giorni.

## Le origini
Il calcio a Benevento nacque il 6 settembre 1929, data di fondazione della Società Sportiva Littorio Benevento, che giocava sul campo Santa Maria degli Angeli (poi denominato Meomartini) realizzato da don Francesco Minocchia con l'ausilio di calciatori residenti nella città di Benevento e sito nel rione Libertà della città delle Streghe. I colori sociali erano l'azzurro. La Littorio prese parte al torneo di Terza Divisione Regionale. Nel suo primo decennio di vita vinse i campionati di Terza, Seconda e Prima Categoria, poi, nella stagione 1934-1935 prese parte per la prima volta al campionato nazionale di Serie C, disputando un eccellente torneo grazie alla guida tecnica dell'ungherese Armand Halmos. Tre anni dopo, nella stagione 1938-1939, vinse la «Targa Capocci» (torneo cui parteciparono 22 squadre) vincendo in finale contro la Scafatese per 5-1, poi, nell'immediato dopoguerra la rinominata Associazione Calcio Benevento fece buoni campionati di Serie C dove nella stagione 1945-1946 arrivò per prima conquistando la promozione in Serie B ma rinunciandoci per problemi finanziari. Le successive stagioni, i giallorossi arrivarono tra le posizioni di alta classifica senza tuttavia ottenere la promozione fra i cadetti.

## Dagli anni cinquanta agli anni settanta

La Sanvito Benevento nella stagione 1959-1960

Negli anni cinquanta va segnalata la folcloristica figura di Oronzo Pugliese che allenò la compagine sannita nel 1952. Dopo un anno, tuttavia, arrivò la chiusura della società storica, oberata dai debiti. Fallita l'antica squadra, ebbe campo libero il secondo club cittadino, i dilettanti della Sanvito Benevento i quali avevano come colori sociali il rosso-nero e dopo sette anni approdarono in Serie C come Società Sportiva Benevento adottando i colori sociali rosso e giallo.
Dopo aver disputato un campionato in terza serie nel 1960-1961, classificandosi al quarto posto, fece seguito il ritorno in Serie D nel 1961-1962, dove i giallorossi rimasero per un triennio.
Nel 1965, dalla fusione tra le compagini cittadine Sportiva Benevento e Fiamma Sannita, nacque la Polisportiva Benevento.Nel 1967 ritorna in Serie D.

Il Benevento nella stagione 1974-1975

Dopo sette campionati di fila in Serie D, nel 1974, sotto la presidenza di Bocchino, ci fu la riconquista della Serie C, dove i giallorossi conquistarono subito un quarto posto, per poi disputare ben tredici campionati consecutivi in Serie C.

### Stagione 1975-1976
Nella stagione 1975-1976 il Benevento raggiunse il secondo posto, e rimarrà questo, per oltre tre decenni, il campionato più entusiasmante e controverso: con Pietro Santin in panchina la squadra disputò un entusiasmante girone di ritorno inanellando dodici risultati utili consecutivi, frutto di undici vittorie (di cui nove consecutive) e un pareggio, conquistando la vetta della classifica alla 26ª giornata nello scontro diretto in casa contro il Lecce, scavalcandolo. La Serie B, però, svanì a causa di un calo nel finale allorquando la truppa di Pietro Santin racimolò tre pareggi di fila (prima a Caserta e poi due fra le mura amiche contro Acireale e Messina) che consentirono ai salentini di agguantare in classifica il Benenvento e poi due sconfitte fuori casa (a Bari e a Cosenza) che decretarono la fine del sogno.
Proprio in quella stagione il Benevento partecipò alla quinta edizione della Coppa Anglo-Italiana, competizione disputata tra club inglesi e italiani nella primavera del 1976: fu eliminato nella fase a gironi. Nella stagione successiva 1976-1977 la squadra ottenne il quarto posto in Serie C.

### SSC Benevento e nuovo stadio
Nella stagione 1978-1979, in concomitanza con la ristrutturazione della Serie C, nacque la Società Sportiva Calcio Benevento, mentre l'anno successivo ci fu l'inaugurazione dello stadio Santa Colomba.

## Anni ottanta
Sotto la presidenza dell'avvocato Ernesto Mazzoni, coadiuvato di volta in volta da imprenditori locali, la SSC Benevento disputò nove campionati ininterrotti in Serie C1. Da segnalare la quinta piazza raggiunta con la guida tecnica di Gastone Bean (1981-82) e il sesto posto con allenatore Francesco Liguori (1983-1984) che valsero la partecipazione degli stregoni alla Coppa Italia contro squadre di Serie A e Serie B. Dopo una prima retrocessione nel 1986, a cui seguì un miracoloso ripescaggio, il Benevento retrocesse in Serie C2 nel 1987 nonostante l'ottima rosa di calciatori.

Il Benevento nella stagione 1986-1987

A due salvezze rischiosissime in quarta serie negli anni 1988 e 1989 (ambedue con Maurizio Simonato alla guida tecnica), seguì la retrocessione a tavolino nel Campionato Interregionale per mancato versamento della fideiussione (che non fu coperta per tutti i 400 milioni richiesti dalla FIGC ma solo per 320 milioni). Pertanto, per soli 80 milioni, il Benevento fu costretto ad abbandonare il calcio professionistico. Ne derivò un anonimo campionato in Interregionale disputato con una squadra composta per lo più da calciatori sanniti.

## Anni novanta
Nella stagione di Interregionale 1990-1991 nacque lo Sporting FC Benevento. Il nome della nuova società fu scelto dai tifosi in seguito a un sondaggio telefonico fatto durante una trasmissione televisiva dell'epoca. Alla presidenza c'era Mario Peca, il quale non mantenne le promesse ma ebbe il merito di risvegliare la passione dei tifosi beneventani. Si ebbe un'ulteriore variazione ai classici colori sociali allorquando si adottarono maglie color rosso e argento, in omaggio allo stemma araldico del Comune di Benevento. Il girone I fu vinto, con ben undici punti di distacco dalla seconda classificata, ma ebbe un epilogo amaro nello spareggio per la promozione contro la Juve Stabia (vincitrice del girone L). In seguito alla sconfitta la società venne rilevata da un gruppo di imprenditori napoletani che dopo un semestre, vista la totale disaffezione e ostilità della tifoseria, cedettero la mano alla famiglia Cotroneo i quali riportarono i colori tradizionali rosso e giallo.

### Il ritorno in Serie C2

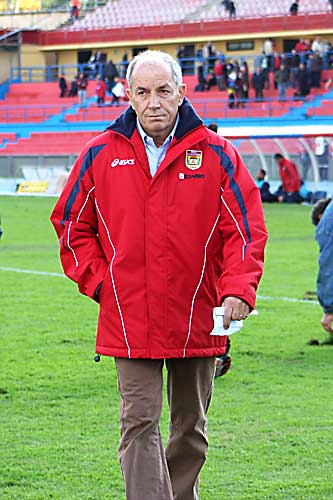
Luigi Boccolini, allenatore della promozione in Serie C2 nella stagione 1993-1994

Dopo due stagioni di transizione, chiuse all'ottavo e sesto posto, per l'anno sportivo 1993-1994 fu allestita una squadra d'alto livello che ricalcava per gran parte quella della stagione 1990-1991 a cominciare dallo stimato Luigi Boccolini come trainer. Trascinata da una validissima coppia d'attacco composta da Nicola D'Ottavio e Silvio Paolucci, vero lusso per l'Interregionale, il Benevento ebbe ben presto vita facile sulla rivale Nocerina. La formazione stravinse il torneo con otto punti di distacco dalle seconde, Nocerina e Toma Maglie, e ben quattordici dalla quarta, il Taranto, ritornando in Serie C2 dopo cinque stagioni.
Nella stagione 1994-1995, con il ritorno nel campionato professionistico, la rosa fu confermata con qualche innesto. La squadra, pur non brillando nel gioco, conquistò il terzo posto, pari merito con il Savoia, che valse la qualificazione ai play-off per la prima volta nella storia. La compagine di Boccolini fu subito estromessa proprio dal Savoia (sconfitta fuori casa per 2-0 e pareggio interno per 3-3).
La stagione successiva, 1995-1996, fu particolarmente tribolata e culminò con la salvezza raggiunta nell'ultima partita: nel testacoda contro il Frosinone, gli stregoni s'imposero per 1-0, evitando i play-out e mandando all'aria i sogni di promozione della squadra ciociara che si era presentata da capolista.Seguirono due ottimi campionati di vertice.
Nel 1996-1997 gli stregoni, allenati da Massimo Silva, ebbero una partenza a razzo per poi cedere, con il passare delle giornate, la testa della classifica alla Battipagliese, che vinse il torneo. Classificatosi al secondo posto, il Benevento affrontò i play-off da favorita. Dopo aver eliminato il Catanzaro in semifinale (0-0 fuori casa e vittoria interna per 2-0), però, fu battuto nella finale ad Avellino dalla Turris (0-2) allenata dall'ex Esposito. Resta questa la "trasferta" seguita dal maggior numero di tifosi sanniti con ben ottomila unità. In città ci furono notevoli polemiche soprattutto per un alterco tra il direttore sportivo Nicola D'Ottavio e il centravanti Sossio Aruta.
Nella stagione successiva, 1997-1998, la società rinforzò ulteriormente la rosa. Prima di nuovo con Silva e poi con Pino Raffaele in panchina, in un campionato molto equilibrato al vertice, il Benevento non riuscì a trovare lo spunto per vincere direttamente il torneo dovendo ritentare la promozione mediante i play-off. Come l'anno prima, gli stregoni, dopo aver eliminato il Sora (con due vittorie per 1-0 ed entrambe con reti firmate da Francesco Passiatore), cedettero in finale: sul campo neutro di Lecce furono infatti sconfitti dal Crotone per 2-1, dopo aver chiuso il primo tempo in vantaggio. Fu l'ultima partita della famiglia Cotroneo che cedette la mano a Renato Pedicini ai vertici della società.

### La risalita in Serie C1
Nella stagione 1998-1999 la squadra, guidata da Francesco Dellisanti, dopo un avvio incerto, cominciò a sciorinare un gioco spettacolare che le consentì di scalare posizioni in classifica e terminare al quarto posto, in zona play-off. Dopo aver eliminato ancora una volta il Catanzaro (vittoria per 2-1 in casa e pareggio 1-1 in Calabria), il Benevento approdò per il terzo anno consecutivo in finale.
Il 13 giugno 1999, allo Stadio Via del Mare a Lecce, la squadra sconfisse il Messina per 2-1 in una partita che vide nella ripresa gli stregoni andare sotto di un gol, per poi subito ristabilire la parità con Salvatore Bertuccelli. A sei minuti dalla fine dei supplementari il gol di Rosario Compagno regalò il primo trionfo in un campionato professionistico al calcio sannita e il ritorno in Serie C1 dopo ben dodici stagioni.

## Anni duemila
Approdato in Serie C1 il Benevento, vi disputerà sei campionati consecutivi, dalla stagione 1999-2000 alla stagione 2004-2005.
Nelle prime due stagioni del decennio, i giallorossi si piazzano dodicesimi ed ottengono due salvezze proprio all'ultima giornata, grazie a due vittorie casalinghe per 2-1 (nel 1999-2000 contro l'Arezzo; nel 2000-2001 contro la Fidelis Andria).
Nella stagione 2001-2002 il Benevento si piazza quattordicesimo e la salvezza arriva solo dopo i play-out contro la Nocerina (vittoria per 1-0 a Nocera e sconfitta interna per 1-0).
Dopo aver disputato nell'anno precedente un torneo anonimo da centro classifica, nella stagione 2003-2004 i sanniti approdano, dopo una lunga rimonta, ai play-off. Nella semifinale per la promozione, dopo aver sconfitto in casa 1-0 il Crotone, al ritorno arriva una sconfitta per 3-1.

### Il fallimento ed il ritorno in Serie C2
La stagione 2004-2005 vide i sanniti lottare per l'accesso ai play-off fino a due giornate dal termine e chiudere con un lusinghiero ottavo posto. Alla luce delle gravi inadempienze fiscali emerse, però, la società del presidente Spatola viene retrocessa a tavolino in Serie C2. Fu scritta così la parola fine al capitolo Sporting Football Club.
Nell'estate 2005 viene costituita la società per azioni Benevento Calcio capitanata da un imprenditore biellese, Older Tescari, che non viene accolto con simpatia per via di una campagna acquisti modesta e inadatta.
Iscritto al torneo di Serie C2 2005-2006, aderendo al Lodo Petrucci, a marzo del 2006, con la squadra in caduta libera in classifica e fuori dalla zona play-off, il Benevento viene rilevato dai fratelli Ciro e Oreste Vigorito. Il club campano riesce a classificarsi al quarto posto, ma viene eliminato nella semifinale dei play-off dal Sansovino.
Per la stagione di Serie C2 2006-2007 la squadra è affidata al tecnico Danilo Pileggi, che, dopo un buon inizio (due vittorie consecutive) inanella cinque pareggi e due sconfitte, raccogliendo solo undici punti nelle prime nove giornate. Alla decima giornata in panchina subentra, così, Gianni Simonelli. I sanniti riescono a recuperare i punti di distacco dal Sorrento e a sfiorare la promozione, chiudendo ad un solo punto dalla capolista. Ai play-off, dopo aver superato il Monopoli, il Benevento vede sfumare tra le mura amiche il ritorno in Serie C1 per opera del Potenza (sconfitta per 1-0 e pareggio casalingo per 1-1).

### Il ritorno in Serie C1
Nella stagione 2007-2008 la compagine di Simonelli ha vita facile e vince il campionato con quattro turni di anticipo, terminando la stagione con nove punti di vantaggio sulla seconda in graduatoria e regalando alla città il ritorno in Serie C1. In questa stagione il Benevento, per la prima volta nella propria storia, approda anche in finale della Coppa Italia di Serie C, ma viene battuto sconfitto nettamente dal Bassano Virtus (il 5-0 dell'andata rende inutile l'1-1 del ritorno). 
Nelle stagioni a seguire la società, tramite dispendiose campagne acquisti senza precedenti, appronta delle squadre di alto livello e punta apertamente alla promozione in Serie B. I fratelli Vigorito dimostrano ben presto una managerialità d'alto livello, investendo molto, oltre che sul parco giocatori di prima squadra, anche nel settore giovanile e nelle strutture.
Nella stagione 2008-2009 gli stregoni contendono la vittoria al Gallipoli fino all'ultima giornata, ma la compagine salentina la spunta per un solo punto. Ai play-off l'eliminazione in semifinale del Foggia (0-0 e 2-2) sembra spalancare le porte alla serie cadetta ai sanniti, soprattutto in virtù del pareggio conseguito nella finale di andata contro il Crotone per 1-1 e del vantaggio dei campani in virtù del miglior posizionamento nella stagione regolare. Nella finale di ritorno, invece, il Benevento viene sconfitto per 1-0 sul proprio terreno dai calabresi.
La stagione 2009-2010 vede il Novara troncare ben presto le gambe alle concorrenti e il Benevento esprimersi con rendimento altalenante, anche in seguito a vari cambi tecnici: l'allenatore Leonardo Acori viene esonerato e sostituito, dalla diciassettesima giornata, da Andrea Camplone, per poi essere richiamato al trentunesimo turno, a quattro giornate dal termine del campionato. Nell'ultimo mese consegue dieci punti, che valgono il sorpasso sul Lumezzane e la qualificazione ai play-off. La lotteria di fine torneo non arride per l'ennesima volta ai giallorossi, che vengono eliminati dal Varese (2-2 in casa e sconfitta per 2-1 in Lombardia).

## Anni duemiladieci

### Gli alti e bassi in Serie C
La stagione 2010-2011 comincia con una novità, la nomina dell'allenatore Agatino Cuttone. Dopo aver raccolto solo quattro punti in altrettante gare, la squadra inaugura una striscia di sette vittorie e tre pareggi, che fruttano il raggiungimento del secondo posto. Le ultime tre gare del girone d'andata, però, vedono arrancare la compagine di Cuttone, che viene esonerato quando la squadra giallorossa è staccata di sette lunghezze dalla capolista Nocerina. Neanche il nuovo allenatore, Giuseppe Galderisi, riesce a dare una marcia in più e il campionato termina con il Benevento al secondo posto, staccato di undici punti dalla vetta. Come in passato, la squadra sannita viene eliminata ai play-off: la Juve Stabia ha la meglio vincendo per 1-0 l'andata e pareggiando per 1-1 il ritorno. La succitata stagione verrà soprattutto ricordata per la morte dell'amministratore delegato Ciro Vigorito, avvenuta il 26 ottobre 2010. L'intitolazione dello stadio Santa Colomba al compianto dirigente avverrà con delibera della giunta comunale il 2 novembre, a distanza di soli sette giorni dalla scomparsa.

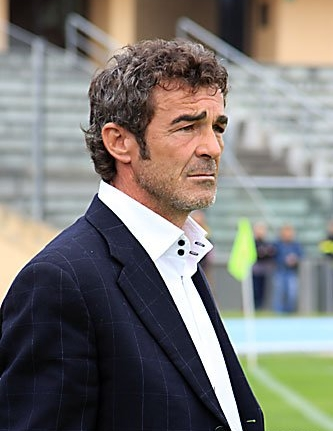
Gaetano Auteri, allenatore della promozione in Serie B nella stagione 2015-2016

La stagione 2011-2012, che vede il Benevento partire per la prima volta con una penalizzazione (sei punti poi ridotti a due), comincia con il ritorno sulla panchina di Simonelli, avvicendato dalla quindicesima giornata da Carmelo Imbriani e Jorge Martínez come allenatore in seconda. Il Benevento termina la stagione al sesto posto, perdendo quindi la possibilità di partecipare ai play-off.
Durante il ritiro precampionato in vista della stagione 2012-2013, l'allenatore Imbriani è costretto a rinunciare all'incarico da gravi motivi di salute, lasciando il posto al suo vice. Alla luce degli scadenti risultati conseguiti (tre vittorie e quattro sconfitte), Jorge Martínez rassegna le dimissioni. Al posto dell'allenatore uruguaiano, la società chiama alla guida tecnica Guido Ugolotti, il quale, dopo aver, suo malgrado, portato la squadra in zona pla-out, viene esonerato per far posto a Guido Carboni. Perdendo per 2-0 contro il Pisa alla penultima giornata di campionato, il Benevento manca anche in questa stagione l'accesso ai play-off. 
La stagione 2013-2014 comincia con Carboni alla guida della squadra, che punta almeno alla qualificazione ai play-off per la promozione in Serie B. Dopo uno stentato inizio di campionato, il tecnico viene esonerato il 20 gennaio 2014: fatale è la sconfitta in casa del Lecce per 0-2. Al suo posto viene chiamato Fabio Brini, che porta il Benevento fino ai play-off, dopo aver chiuso il torneo di al settimo posto. I sanniti eliminano il Catanzaro vincendo per 1-2 in trasferta, ma in semifinale perdono in casa del Lecce per 2-0, venendo eliminati. 
La stagione 2014-2015 si apre con la conferma di Brini alla guida tecnica della squadra. A causa dei numerosi infortuni sopraggiunti durante lo svolgimento del campionato, vengono annessi alla rosa Stefano Layeni, Riccardo Allegretti e Gaetano D'Agostino, rispettivamente l'8 ottobre, il 13 novembre e il 1º dicembre 2014. Gli stregoni concludono la stagione al secondo posto con 76 punti, guadagnandosi il diritto di partecipare ai play-off, dove vengono eliminati ai quarti di finale perdendo in casa per 1-2 contro il Como.

### Il doppio salto dalla Serie C alla Serie A
Nel campionato 2015-2016 Oreste Vigorito non è più a capo della società, ora guidata dalla cordata Fabbrocini-Pallotta. La formazione campana, guidata dall'allenatore Gaetano Auteri, rimane imbattuta per diciotto partite, la maggior parte delle quali relative al girone di ritorno: alla penultima giornata, battendo per 3-0 il Lecce tra le mura amiche, guadagna una storica promozione in Serie B da prima classificata.

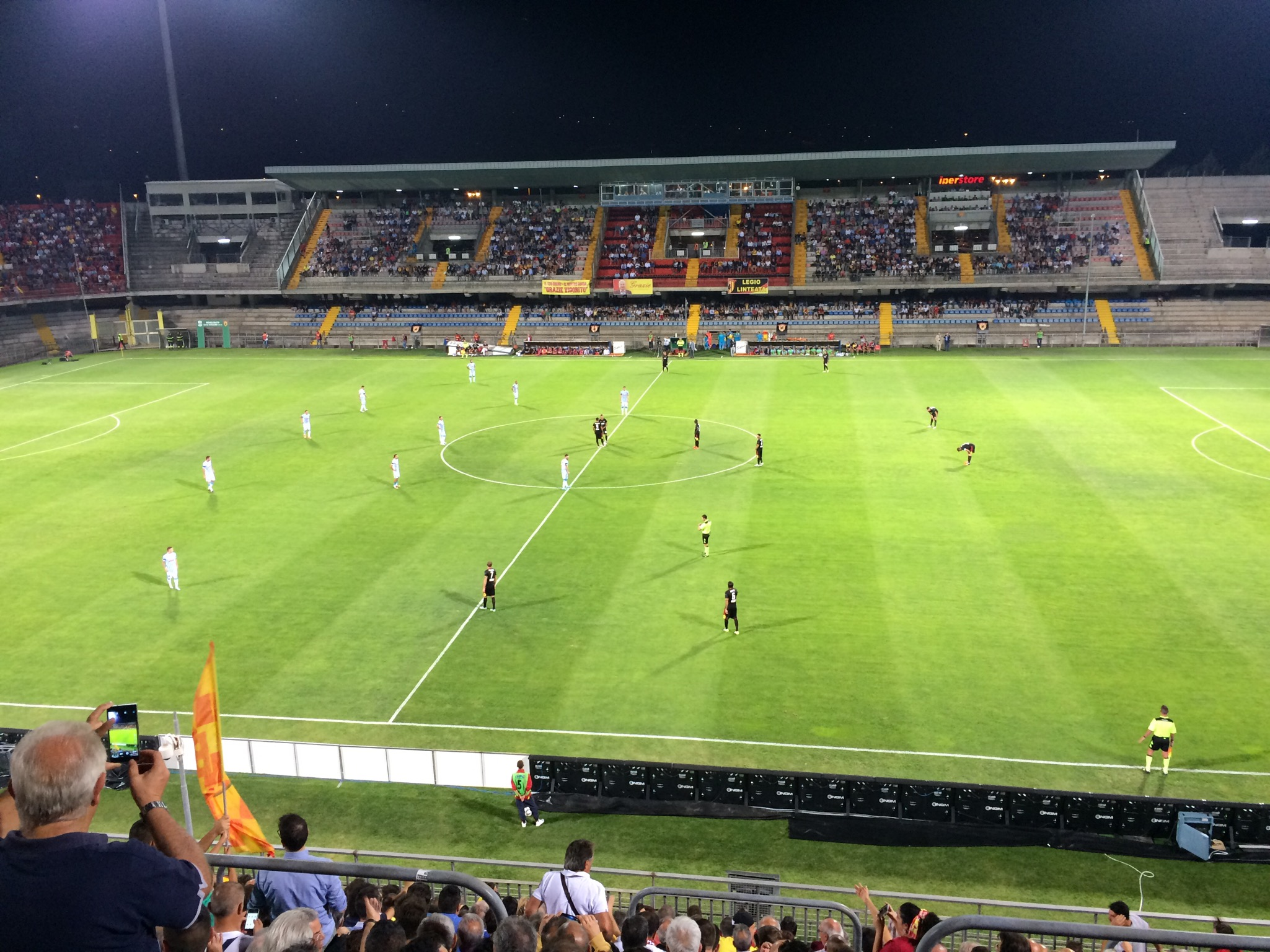
Benevento-SPAL del 27 agosto 2016, l'esordio dei sanniti in Serie B

In vista della stagione di Serie B 2016-2017 Vigorito riprende il comando della società, alla quale è inflitto un punto di penalizzazione per pendenze economiche. Il campionato cadetto vede, a sorpresa, i sanniti classificarsi al quinto posto. Il piazzamento è valido per l'accesso ai play-off, dove la compagine giallorossa elimina lo Spezia (turno preliminare) e il Perugia (semifinale): la finale contro il Carpi, in cerca dell'immediato ritorno in massima categoria, si risolve a favore dei campani con un 1-0 complessivo tra andata e ritorno. Il Benevento risulta dunque la quarta società della Campania a ottenere la promozione in Serie A (dopo Napoli, Salernitana e Avellino) nonché la prima, nell'intera storia del calcio italiano, a raggiungere la massima divisione del campionato italiano di calcio nell'annata dell'esordio in Serie B. Artefice dell'impresa è l'allenatore Marco Baroni, che la dirigenza aveva ingaggiato nell'estate del 2016.

### 2017-2018: La stagione del debutto in Serie A
La stagione di Serie A 2017-2018 si rivela molto difficile per i beneventani: dall'esordio, il 20 agosto, al 22 ottobre la squadra subisce infatti nove sconfitte consecutive. Baroni viene esonerato il 23 ottobre 2017 e sostituito da Roberto De Zerbi, che a novembre peggiora il record europeo appartenente al Manchester United della stagione 1930-1931: si contano ben quattordici battute d'arresto in fila dall'inizio del torneo. A dicembre i campani guadagnano il primo punto in massima serie, pareggiando contro il Milan grazie a un gol del portiere Alberto Brignoli realizzato nei minuti di recupero del secondo tempo e ottengono poi la prima vittoria in Serie A, sconfiggendo di misura il Chievo al Vigorito. Il girone di ritorno vede la formazione alternare numerose sconfitte a qualche successo, mentre i primi punti esterni fanno data soltanto al mese di aprile. A sancire il ritorno dei sanniti in serie cadetta, con quattro giornate ancora da disputare, è il successo del Crotone con l'Udinese che rende, a quel punto del campionato, la quart'ultima posizione irraggiungibile per i campani, che il giorno prima, 21 aprile 2018, avevano battuto il Milan a San Siro.

### Il ritorno in Serie B
Per il successivo campionato di Serie B 2018-2019 il presidente Vigorito affida la panchina al tecnico Cristian Bucchi, con la conferma di Pasquale Foggia come direttore sportivo. La squadra si piazza al quarto posto nella stagione regolare di Serie B, divenuto terzo per effetto della retrocessione d'ufficio del Palermo, accedendo alle semifinali dei play-off. Qui è eliminata dopo il doppio incontro con il Cittadella nonostante la vittoria per 2-1 in trasferta all'andata, a causa della sconfitta per 0-3 subita in casa nella gara di ritorno.

## Anni duemilventi

### Tra Serie A e B, la caduta in C
Per la stagione di Serie B 2019-2020 Bucchi viene sostituito da Filippo Inzaghi. La squadra si issa subito in vetta alla classifica di Serie B e la mantiene saldamente, accumulando un larghissimo vantaggio sulle inseguitrici e battendo numerosi record per la categoria prima della sospensione del torneo a causa della pandemia di COVID-19 del 2020 in Italia. Alla ripresa della stagione, il Benevento vince la Coppa Ali della Vittoria e ottiene la promozione in Serie A con sette giornate di anticipo, eguagliando in tal modo il record dell'Ascoli del 1977-1978.
Il campionato di Serie A 2020-2021 vede il Benevento condurre una buona prima parte di stagione e chiudere il girone d'andata all'undicesimo posto, a quota 22 punti. Un crollo nel girone di ritorno, durante il quale i sanniti colgono una sola vittoria (sul campo della Juventus), causa, tuttavia, la retrocessione della squadra in Serie B, avvenuta con una giornata di anticipo sulla fine del torneo.
La squadra viene, dunque, affidata a Fabio Caserta, che al termine di un campionato condotto in modo altalenante porta la compagine beneventana al settimo posto finale. Nei play-off la squadra sannita elimina l'Ascoli, ma in semifinale, a causa della sconfitta sul campo del Pisa (1-0) al ritorno, deve abbandonare le velleità di promozione malgrado la vittoria colta all'andata (1-0) sui toscani, meglio piazzati in classifica.
Nel 2022-2023 la squadra di Caserta incappa in una serie di risultati negativi, che conducono all'esonero del tecnico calabrese. Sulla panchina dei sanniti si alterneranno altri tre allenatori, Fabio Cannavaro, Roberto Stellone e Andrea Agostinelli, ma il rendimento resterà estremamente deficitario, con la squadra invischiata nella lotta per non retrocedere. A una giornata dalla conclusione della stagione regolare, malgrado la vittoria ritrovata dopo undici giornate (in casa contro il Modena), i campani retrocedono in Serie C.
Nell'annata 2023-2024 di Serie C il Benevento, passato dal tecnico Matteo Andreoletti a Gaetano Auteri a seguito di una crisi di risultati, riesce a risalire sino al terzo posto finale nel girone C e ai play-off elimina Triestina e Torres, guadagnando l'accesso alla semifinale contro la Carrarese, che estromette i sanniti nel doppio confronto perso per 3-2.